# Halowe Mistrzostwa Świata w Lekkoatletyce 1989 – skok w dal mężczyzn
Skok w dal mężczyzn – jedna z konkurencji technicznych rozgrywanych podczas halowych mistrzostw świata w  hali Sport Csárnok w Budapeszcie. Kwalifikacje zostały rozegrane 4 marca, a finał 5 marca 1989. Zwyciężył reprezentant Stanów Zjednoczonych Larry Myricks, który tym samym obronił tytuł zdobyty dwa lata wcześniej w Indianapolis. W finale ustanowił rekord mistrzostw z rezultatem 8,37 m. Brązowy medalista Mike Conley zwyciężył na tych mistrzostwach w trójskoku.

## Rezultaty

### Kwalifikacje
Do kwalifikacji przystąpiło 19 skoczków. Do finału awansowali zawodnicy, którzy skoczyli co najmniej 7,70 m (Q), a gdyby było ich mniej niż 12, skład finał uzupełniliby kolejni najlepsi skoczkowie aż do łącznej liczby 12 (q).
Opracowano na podstawie materiału źródłowego.
| Miejsce | Zawodnik         | Wynik | Uwagi |
| ------- | ---------------- | ----- | ----- |
| 1       | Mike Conley      | 8,02  | Q     |
| 2       | Dietmar Haaf     | 7,84  | Q     |
| 3       | Larry Myricks    | 7,79  | Q     |
| 4       | László Szalma    | 7,77  | Q     |
| 5       | Norbert Brige    | 7,74  | Q     |
| 6       | Jarmo Kärnä      | 7,71  | Q     |
| 7       | Frans Maas       | 7,71  | Q     |
| 8       | Ubaldo Duany     | 7,67  | q     |
| 9       | Juha Kivi        | 7,64  | q     |
| 10      | Jaime Jefferson  | 7,63  | q     |
| 11      | Hiroyuki Shibata | 7,61  | q     |
| 12      | Csaba Almási     | 7,59  | q     |
| 13      | Bruny Surin      | 7,57  |       |
| 14      | Pang Yan         | 7,56  |       |
| 15      | Kim Won-jin      | 7,53  |       |
| 16      | Emiel Mellaard   | 7,42  |       |
| 17      | Nai Hui-fang     | 7,38  |       |
| 18      | Glenroy Gilbert  | 7,33  |       |
| 19      | Fred Salle       | 7,31  |       |

### Finał
Opracowano na podstawie materiału źródłowego.
| Miejsce | Zawodnik         | Wynik | Uwagi |
| ------- | ---------------- | ----- | ----- |
| 1       | Larry Myricks    | 8,37  | [ 3 ] |
| 2       | Dietmar Haaf     | 8,17  |       |
| 3       | Mike Conley      | 8,11  |       |
| 4       | László Szalma    | 8,10  |       |
| 5       | Jaime Jefferson  | 7,96  |       |
| 6       | Norbert Brige    | 7,91  |       |
| 7       | Ubaldo Duany     | 7,86  |       |
| 8       | Frans Maas       | 7,83  |       |
| 9       | Jarmo Kärnä      | 7,78  |       |
| 11      | Juha Kivi        | 7,64  |       |
| 11      | Hiroyuki Shibata | 7,50  |       |
| 12      | Csaba Almási     | 7,47  |       |